# Baptisterio de Riez
El baptisterio de Riez (en francés: baptistère de Riez) es un baptisterio paleocristiano situado en el territorio de la comuna francesa de Riez, en el departamento francés de Alpes de Alta Provenza y la región de Provenza-Alpes-Costa Azul.

## Historia

### Fundación del grupo catedral
El emperador Augusto fundó en el siglo I la civitas Julia Augusta Reiorum Apollinaris lo que hace de Riez la ciudad más antigua del departamento de Alpes de Alta Provenza.
Al comienzo del cristianismo dentro del imperio romano, la iglesia católica modeló su organización sobre la del imperio. Cada civitas se convirtió en la sede de un obispado después de la paz religiosa. Para Jean-Rémy Palanque, el obispado de Riez fue fundado en el siglo V. El primer obispo conocido con certeza es Maximus, san Máximo, abad de la abadía de Lérins, obispo de Riez entre 433 y 460, pues el nombre figura en la lista de los participantes en el concilio regional de Riez, en 439, a continuación Fausto, entre 461 et 485. El obispo Fausto escribió en el Sermo de sancto Maximo episcopo et abbate que el obispo Mäximo fue un gran constructor, en particular de la iglesia de Saint-Albin y de una iglesia dedicada al apóstol Pedro y en el que fue enterrado y tomó el nombre de San Máximo. Un grupo catedral hubo de ser construido en el exterior de la ciudad por los primeros obispos de Riez, en el siglo V, en el lugar de las termas romanas, cuyas piedras se reutilizaron para la construcción. Este grupo incluía el baptisterio y la iglesia de Nuestra Señora del Sed conectados por una galería de dos metros de largo. Las excavaciones llevadas a cabo en 1966 por Guy Barruol permitieron encontrar, frente al baptisterio, los restos de una iglesia paleocristiana destruida al final del siglo XV.

### Datación del baptisterio
El baptisterio de Riez es un edificio paleocristiano erigido entre los siglos V y VII.
No hay documentos que fijen la fecha de construcción del baptisterio de Riez, por lo que su datación debe hacerse a partir de los elementos descubiertos durante las excavaciones arqueológicas o por analogía con edificios similares cuya fecha de construcción se conoce.
Se han propuesto diferentes fechas:
- Robert de Lasteyrie[5] engloba su construcción en un período muy amplio, que va desde el siglo IV hasta el IX;
- Camille Enlart[6] lo atribuye al siglo VI o VII. Jules de Laurière ha relacionado el baptisterio de Riez con el antiguo baptisterio de la basílica patriarcal de Aquileya;
- Émile Mâle notó su parecido con el baptisterio sirio de la iglesia de San Jorge de Ezra cuya fecha de construcción, 515, se conoce a través de una inscripción.

Su planta también recuerda al de baptisterio de Fréjus con su plan interior octogonal que presenta una alternancia de nichos regulares y semicirculares.

### Destrucciones
El grupo catedral no parece haber sufrido hasta el momento de la invasión por los visigodos en 480, pero fue saqueado por los lombardos y los sajones en 572. Un largo período de inseguridad, del siglo VII al VIII, y las incursiones sarracenas de 793 a 875 condujeron al abandono del grupo catedralicio y la huida de los habitantes. Cuando el obispo Édolde se instaló en Riez, decidió abandonar el grupo de la catedral y transferir esta a la capilla de San Máximo en la colina del mismo nombre. El baptisterio y la antigua catedral transformada en iglesia parroquial fueron reparados pero, debido a la falta de mantenimiento, Augier, obispo de Riez de 1096 a 1130, casi tuvo que reconstruirlos. Las bóvedas del baptisterio fueron reconstruidas en ese momento.
La guerra emprendida por Raimond de Turenne en 1389 devastó el país de Riez durante diez años, dando como resultado la reducción del área de la ciudad que estaba rodeada de murallas por el obispo Jean de Maillac. Se proyectó una nueva catedral dentro del pueblo desde 1405.
Al final del siglo XV, el obispo Marc Lascaris de Tende abandonó el castillo episcopal y la catedral situada en la colina de San Máximo y construyó una nueva catedral en la ciudad a partir de 1490 utilizando las piedras de la antigua catedral de Nuestra Señora de la Sed. La sede del obispo se transfirió a la nueva catedral treinta años después. El baptisterio se transformó en una sencilla capilla en 1559 dedicada a san Clair y a san Juan Bautista.

### Restauraciones y protección

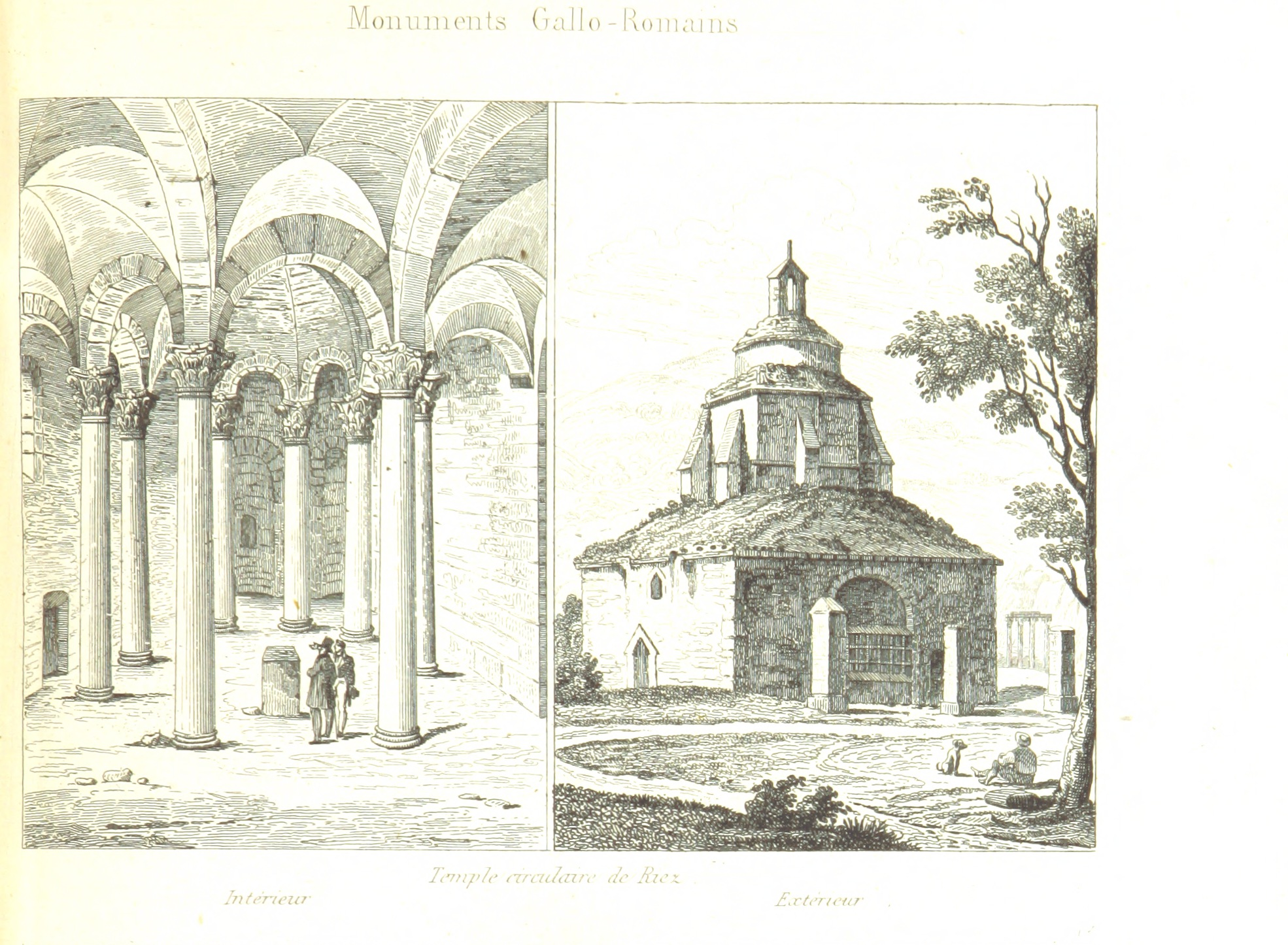
Grabado del baptisterio de Riez realizado en 1818, publicado en 1836.

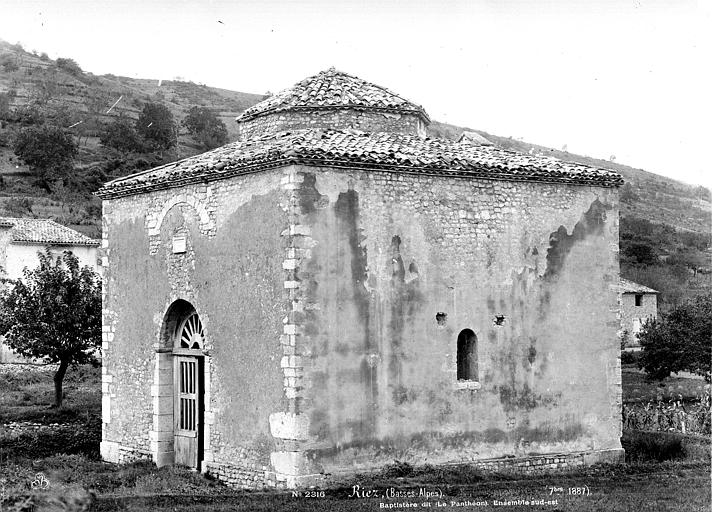
El baptisterio de Riez fotografiado por Séraphin-Médéric Mieusement en septiembre de 1887

La primera descripción del baptisterio la hizo Simon Bartel en su obra Histoire ecclésiastique du diocèse de Riez («Historia eclesiástica de la diócesis de Riez»), en 1636. El padre Miraillet describió el edificio en 1654. El descubrimiento de inscripciones en el terreno de Riez se relacionaron con la construcción de un templo dedicado a Cibeles hizo creer en una atribución a esta diosa. El descubrimiento de otras estelas votivas para varios dioses en el terreno de Riez hizo creer que el edificio era una construcción antigua dedicada a todos los dioses y lo que le hizo merecer el sobrenombre de «Panteón».
Un huecograbado de Baltard representó el baptisterio antes de la restauración de 1818. Muestra un tambor octogonal elevado con dos cornisas y soportado por contrafuertes. Por encima, y por detrás, hay una pequeña linterna cilíndrica coronada por una cornisa y cubierto de un tejado a dos aguas.
Fue con ocasión de esta restauración, dirigida por el marqués de Villeneuve, prefecto de Bajos Alpes, que derribó la pared alta octogonal por encima de la primera cornisa que marcaba el nivel de la base de la cúpula, una pared «coronada por una segunda cornisa, encima de la cual había una linterna coronada por el campanile. Se encuentra entre los dos salientes, y en consecuencia alrededor de la mampostería que enmascara la cúpula externamente, que fueron colocadas en cada esquina del octógono, los bloques de mármol blanco, formando dos medias columnas adosadas a una pilastra. Los capiteles del gusto más bárbaro están adornados con especies de hojas de palma. En el medio de cada una de las caras de los ocho paneles, hemos encontrado una base de columna del mismo gusto y el mismo mármol que los bloques de los ángulos». Las partes altas del baptisterio salieron de esta restauración completamente desfiguradas.
Se hizo una nueva restauración del baptisterio en 1906, otra en 2014-2015. Las excavaciones se llevaron a cabo en la década de los sesenta.
El baptisterio es a día de hoy un museo lapidario fundado en 1929 por Marcel «Provence».
El baptisterio fue protegido como un monumento histórico desde 1840: forma parte de la primera lista de monumentos históricos franceses, la lista de los monumentos históricos de 1840, que contenía 1.034 monumentos.

## Arquitectura

### El exterior
El baptisterio es un edificio cuadrado de nueve metros de lado construido en mampostería y que presenta los esquineros en sillar. Todo el edificio está soportado por un sótano de aproximadamente cinco bloques de altura.
La entrada está en la fachada oriental. Las fachadas sur y norte cada una de ellas, están perforadas por una ventana ancuadrada en sillar mientras que la fachada occidental es ciega.
El techo actual data de principios del siglo XIX: consiste en un techo de tejas cuadrangulares en torno a la cúpula octogonal, de dimensiones mucho más pequeñas que en el pasado. El techo está decorado con un campanario de sillar.
El exterior del baptisterio.

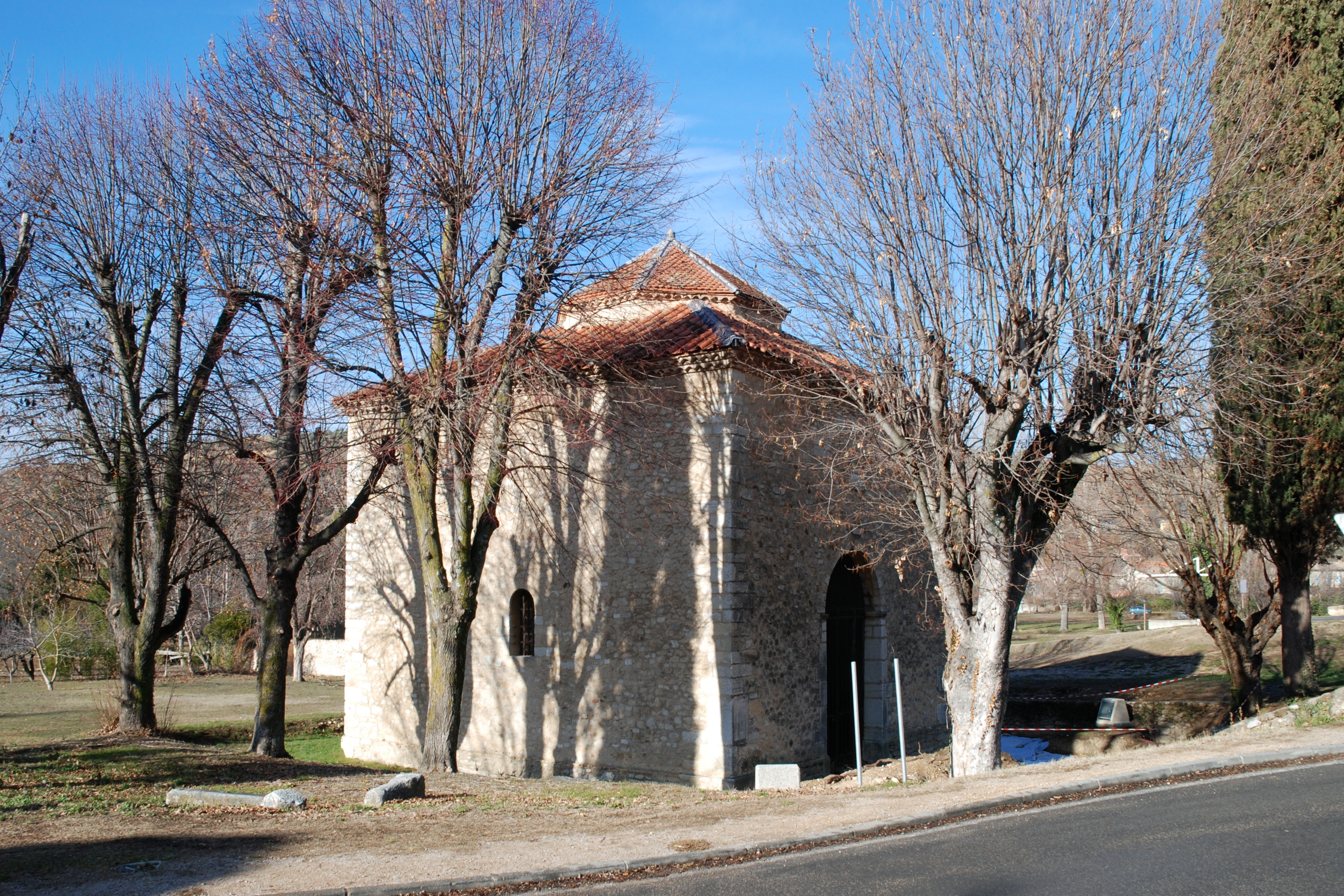
El baptisterio visto desde el sudeste
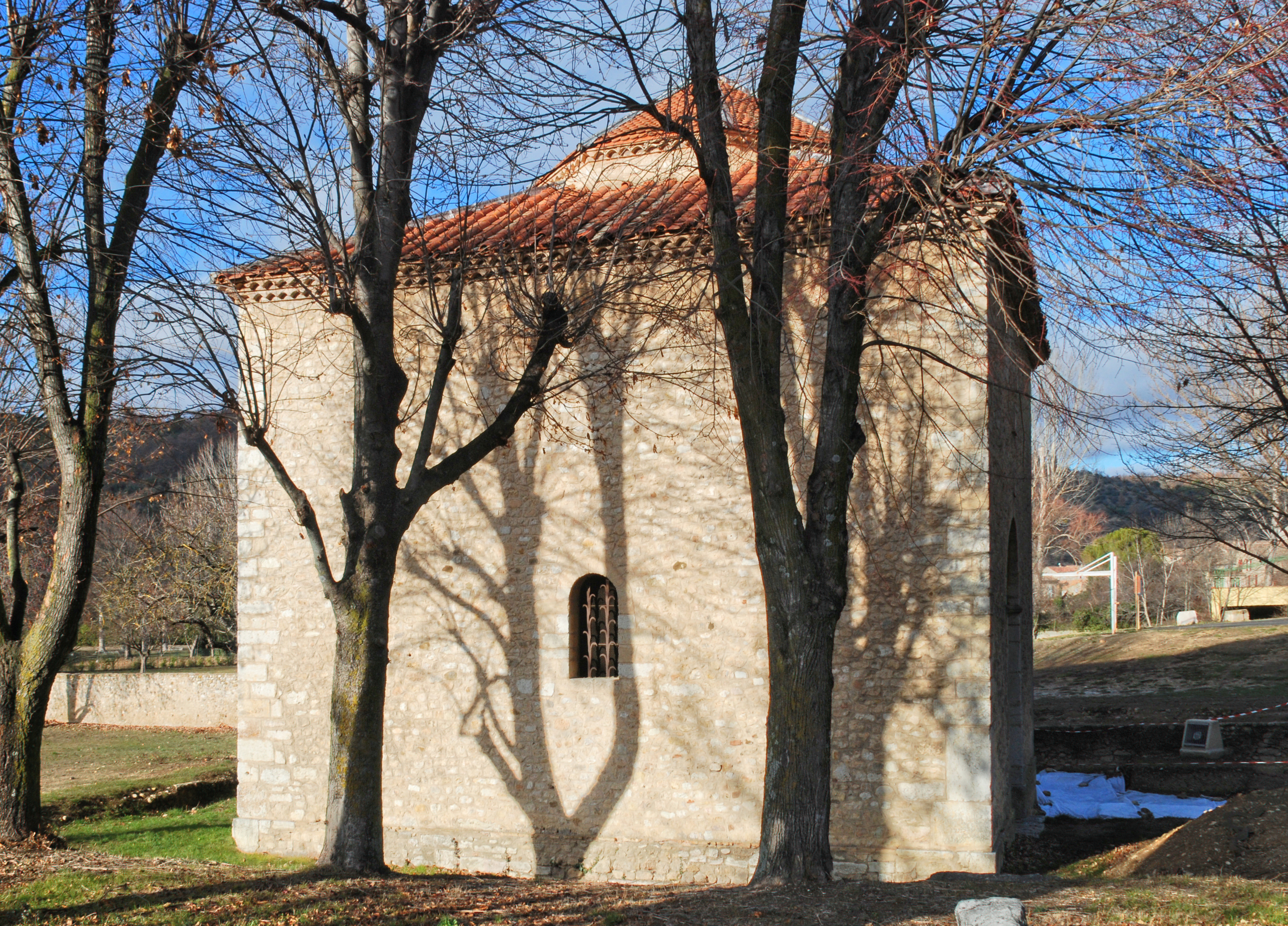
La fachada sur
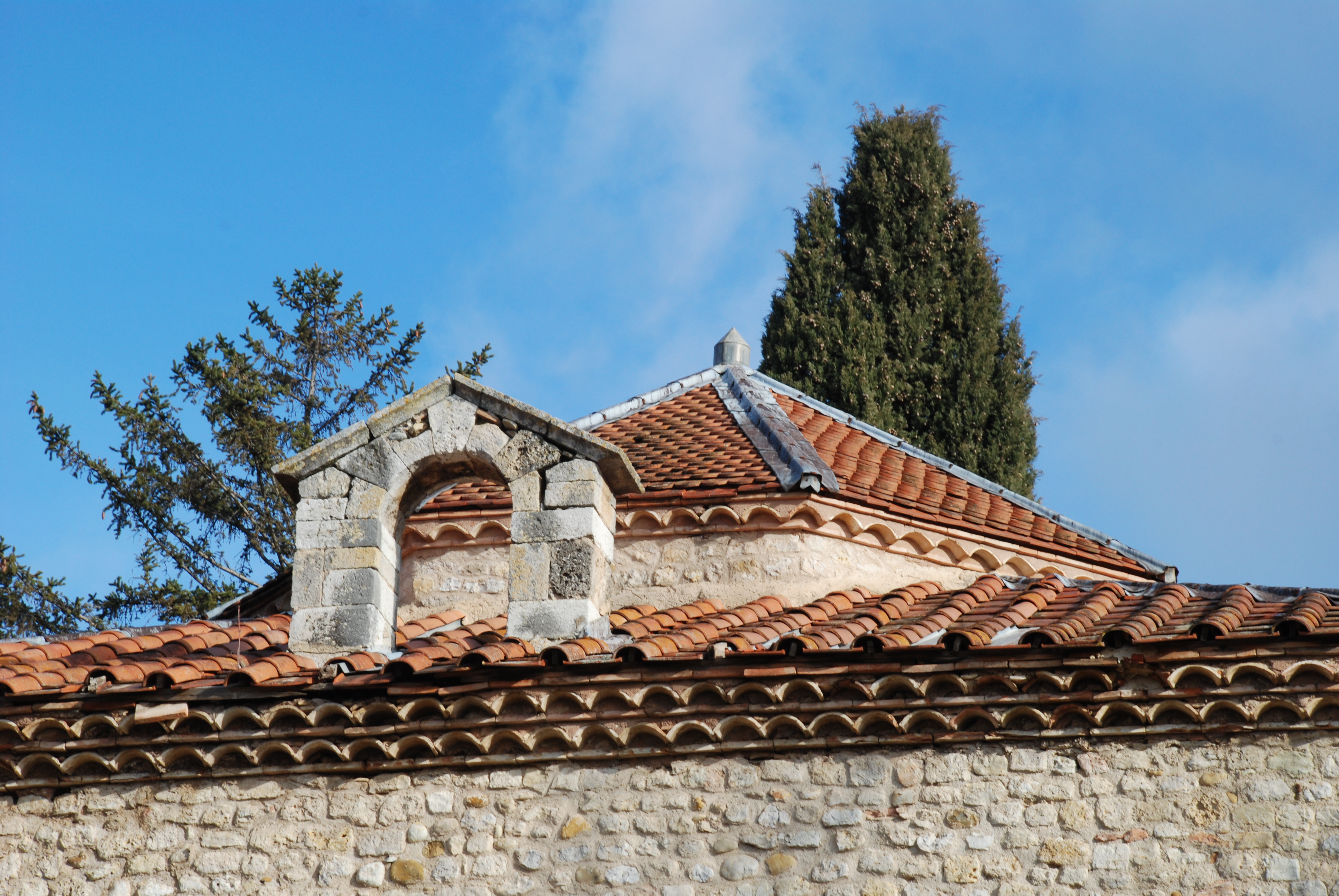
El techo y la cúpula octogonal

### El interior
Comparable al baptisterio de Fréjus, en el Var, el baptisterio de Riez es de planta octogonal inscrita en una construcción de plano cuadrado; cuatro absidiolos, de los que uno contiene el altar, están injertados en los bordes cortados y bajan a la mampostería, sin sobresalir al exterior.
La cúpula (reconstruida en el siglo XII) descansa sobre ocho columnas antiguas de granito coronadas por capiteles corintios de mármol. Estas columnas, dispuestas en círculo, rodean la pila bautismal, de la que sólo quedan restos.